# Hatékonyság
A hatékonyság a kibocsátás és a ráfordítás viszonya. Egy adott tevékenység során előállított, termékek, szolgáltatások és egyéb eredmények, valamint az előállításukhoz felhasznált források közötti kapcsolat.
A hatékonyság fogalmát két oldalról vizsgálhatjuk: a meghatározott cél elérése a lehető legkisebb ráfordítással, vagy az adott ráfordítással a lehető legjobb eredmény elérése. 
A hatékonyság fogalma nem egyenlő a hatásosság fogalmával. A hatásosság csak az eredmények mérésén alapul, míg a hatékonyság esetében az eredmények és a ráfordítások mérése együttesen történik.
A gazdasági életben, a termelő munkában a hatékonyságot termelékenységnek, az élő munka hatékonyságát munkatermelékenységnek nevezzük.